# Runas
runas ist ein Windows-Befehl ab Windows 2000. Er dient dazu, ein Kommando unter der Identität eines anderen Benutzers – nicht der des angemeldeten – auszuführen. Der Befehl ist mit dem Befehl su bei Unix-Derivaten vergleichbar.

## Anwendung
Der Befehl kann dazu genutzt werden, Verwaltungs- bzw. Administrationsaufgaben durchzuführen, ohne dass sich ein Benutzer mit Administrationsrechten komplett neu anmeldet. Somit kann er auch zu Testzwecken dienen.
Bei Computern, die ans Internet angeschlossen sind, sollte man sich aus Sicherheitsgründen im Normalfall nicht als Benutzer mit Administrationsrechten anmelden. Schon bei dem Besuch bestimmter Internetseiten könnten Viren oder Trojaner heruntergeladen werden. Wenn man mit Administratorrechten angemeldet ist, hat dies schwerwiegendere Folgen als wenn man als normaler Benutzer oder Hauptbenutzer angemeldet ist.

## Syntax
Syntax von RUNAS:
RUNAS [ [/noprofile | /profile] [/env] [/savecred | /netonly] ] /user:<Benutzername> Programm
/noprofile     Legt fest, dass das Benutzerprofil nicht geladen werden soll. Führt dazu, dass die Anwendung schneller geladen wird.
/profile         Legt fest, dass das Benutzerprofil geladen werden soll (Standardeinstellung).
/env             Verwendet die aktuelle Umgebung des Benutzers, der den Befehl ausführt, anstatt des Benutzers, unter dem die Anwendung gestartet wird.
/savecred     Speichert und verwendet diese Anmeldeinformationen beim nächsten Aufruf (Unter Windows Home Editionen nicht Verfügbar und wird ignoriert).
/netonly        Falls Anmeldeinformationen nur für den Remotezugriff benötigt werden.
/user             <Benutzername>, muss in der Form Benutzer@Domäne oder Domäne\Benutzer angegeben werden.
Programm     Befehlszeile einer ausführbaren Datei. Siehe unten aufgeführte Beispiele.
Beispiele:
> runas /noprofile /user:mymachine\administrator cmd
> runas /profile /env /user:mydomain\admin "mmc %windir%\system32\dsa.msc"
> runas /env /user:Benutzer@Domäne.Microsoft.com "notepad \"Meine Datei.txt\""

## Ausführen als…
Auch im Windows-Explorer können bestimmte Dateitypen (.exe, .msc) mit den Rechten eines anderen Users gestartet werden. Dies ist durch Drücken der Umschalttaste und der rechten Maustaste möglich, es erscheint im Kontextmenü die Auswahl „Ausführen als…“.